# Квебек Нордикс
«Квебе́к Норди́кс» фр. Nordiques de Québec, англ. Quebec Nordiques) — профессиональный хоккейный клуб из города Квебека (провинция Квебек, Канада), игравший во Всемирной хоккейной ассоциации (1972—1979) и Национальной хоккейной лиге (1979—1995). В 1995 году команда переехала в Денвер (штат Колорадо, США), где играет под названием «Колорадо Эвеланш».
«Нордикс» выступали на арене «Колизей Квебека» (сейчас «Колизей Пепси») и были единственным представителем Квебек-Сити в ведущих спортивных лигах Северной Америки. Чемпионы ВХА 1977 года. Лучший результат клуба в НХЛ — выход в полуфинал Кубка Стэнли в 1982 и 1985 годах.

## История

### Выступление в ВХА
«Нордикс» вошли в число двенадцати участников первого чемпионата ВХА, хотя изначально команду планировалось организовать в Сан-Франциско. Однако калифорнийцы не смогли спонсировать стартовый сезон клуба, и в 1972 году его продали квебекским предпринимателям. Команду назвали «Северянами», так как Квебек — самый северный из крупных городов, расположенных к востоку от бассейна Миссисипи.
Перешедший из НХЛ Жан-Клод Трамбле стал лучшим ассистентом стартового сезона ВХА. Осенью 1974 года Трамбле с одноклубниками Сержем Бернье и Режаном Улем выступал за звёзд ассоциации в играх против сборной СССР.
В сезоне 1974/75 «Квебек» дебютировал в плей-офф, где победил «Финикс Родраннерз», «Миннесоту Файтин Сэйнтз» и лишь в финале проиграл «Хьюстон Аэрос» с Горди Хоу.
В следующем году впервые в истории профессионального хоккея сразу пять игроков (Уль, Бернье, Марк Тардиф, Реал Клотье, Крис Бордело) набрали более ста очков за сезон, однако «Нордикс» уступили «Калгари Ковбойз» в стартовом раунде.
В 1977 клуб завоевал главную награду ассоциации — «Кубок АВКО», победив «Новую Англию», «Индианаполис Рэйсерз» и «Виннипег Джетс» Бобби Халла, а в декабре того же года представил Канаду в Москве на турнире «Приз Известий».
За последние два сезона существования ВХА «Северяне» не смогли защитить титул, после чего завершил карьеру Трамбле — самый результативный защитник в истории команды (несмотря на то что не выступал за неё в НХЛ).

### Борьба за «Приз принца Уэльского»
В результате объединения двух ведущих североамериканских хоккейных лиг в 1979 году «Квебек» включили в НХЛ вместе с «Эдмонтоном», «Виннипегом» и «Новой Англией», переименованной в «Хартфорд». Из этих команд только «Ойлерз» играют в родном городе по сей день.
В дебютном сезоне «Нордикс» оказались худшими в дивизионе, зато с 1981 по 1987 годы участвовали в Кубке Стэнли семь раз подряд. Важный вклад в успех клуба внесли пополнившие его на стыке десятилетий Мишель Гуле, Дейл Хантер; словацкие братья Петер, Антон и Мариан Штястны, вошедшие в число первых выходцев из Восточного блока в НХЛ.
В сезоне 1980/81 Петер Штястны получил Колдер Трофи, однако «Квебек» уступил «Филадельфии Флайерз» в стартовом раунде.
Несмотря на неважное выступление в следующем регулярном чемпионате, «Северяне» выиграли решающую игру серии сначала в Монреале, затем в Бостоне и вышли в финал конференции, где не остановили «Нью-Йорк Айлендерс» на пути последних к очередному титулу.
В 1983 году в первом раунде «Бостон Брюинз» взяли реванш. По окончании сезона команду покинули ведущие форварды: завершивший карьеру Марк Тардиф и Реал Клотье, перешедший в «Баффало Сейбрз».
Именно «Баффало» «Нордикс» обыграли следующей весной, но в финале дивизиона «Монреаль Канадиенс» отомстили за поражение двухлетней давности. Шестой, заключительный матч серии (5:3 в пользу «Канадиенс») запомнился массовой дракой и вошёл в историю как «Резня в Страстную Пятницу».
Кубок Стэнли 1985 стартовал по схожему сценарию: «Квебек» прошёл «Клинков» и встретился с «Монреалем». Шайба Петера Штястны в овертайме седьмой игры вывела «Северян» в третий раунд. Однако чемпионом конференции стала «Филадельфия».
Следующий регулярный чемпионат завершился победой в дивизионе Адамса, но в стартовом раунде «Нордикс» уступили давнему сопернику по ассоциации — «Хартфорду».
В плей-офф 1987 «Квебек» взял реванш у «Китобоев», однако в финале дивизиона в ставшем классикой противостоянии сильнее оказался «Монреаль». В феврале того же года в Квебеке состоялись встречи между сборной СССР и звёздами лиги, в состав которых вошли три игрока «Северян»: нападающий Гуле, защитник Норман Рошфор и Клинт Маларчук (как запасной вратарь). Самым ценным среди гостей признали Валерия Каменского — будущего форварда «Нордикс».

### Закат эпохи НХЛ в Квебеке
За серией ярких сезонов, проникнутых обоснованными надеждами выиграть Приз принца Уэльского (а затем главный трофей), последовала череда неудач: с 1988 по 1992 годы «Квебек» пять раз кряду не участвовал в Кубке Стэнли, трижды оказываясь худшим в лиге.
«Северяне» стали терять лидеров: Хантер перешёл в «Вашингтон Кэпиталз» в 1987, Антон Штястны покинул НХЛ в 1989; его брата Петера и Гуле в 1990 отдали в «Нью-Джерси Девилз» и «Чикаго Блэкхокс» соответственно.
В 1989 году к команде присоединился уже включённый в Зал хоккейной славы Ги Лафлёр, решивший завершить карьеру в родной провинции. Однако как дебютный, так и последний сезоны ветерана с «Нордикс» показали, что его лучшие годы позади.
Плохое выступление на рубеже 80-х и 90-х компенсировали удачные выборы на драфте. Джо Сакик (номер 15 в 1987) станет последним капитаном клуба, грамотным был выбор Матса Сундина в 1989 (впервые под первым номером задрафтован европеец) и Оуэна Нолана в 1990 году (также под первым номером).
В 1991 «Северяне» третий раз подряд выбирали первыми. Восходящая звезда Эрик Линдрос перед драфтом высказал нежелание играть за команду (из-за длинных расстояний и французского языка). После того как «Квебек» всё-таки выбрал Линдроса, новичок отказался подписать контракт. По окончании сезона его обменяли в «Филадельфию» на центрфорварда Петера Форсберга и несколько игроков разных амплуа.
Сделка принесла результат: в 1993 году «Нордикс» впервые набрали более ста очков в регулярных чемпионатах НХЛ. «Монреаль» выиграл культовое рандеву стартового раунда в шести матчах, а затем стал обладателем Кубка Стэнли.
На следующий год «Северяне» не попали в плей-офф, и по окончании сезона Сундина обменяли в «Торонто Мейпл Лифс».
В сокращённом из-за локаута регулярном чемпионате 1995 года «Квебек» впервые стал лучшим в конференции, а Форсберг получил Колдер Трофи. Но стартовая серия снова проиграна в шести встречах — на этот раз защищавшим титул «Нью-Йорк Рейнджерс».

### Переезд в Денвер
В середине 90-х падение курса канадского доллара поставило на грань банкротства ряд канадских клубов лиги. Их бюджет исчислялся в канадских долларах, а зарплаты игрокам (в то время неуклонно растущие) платили в американских. Агломерации Квебек и Виннипега были самыми маленькими в НХЛ, по ним кризис ударил сильнее.
Наконец, Квебек — франкоязычный город. Там почти отсутствовали англоязычные пресса, радио- и телестанции (в отличие от Монреаля и Оттавы — двух других городов с большим франкоязычным населением, где базировались команды лиги). Этот фактор неоднократно отрицательно сказывался на «Нордикс».
Хозяева клуба обратились к руководству провинции за финансовой помощью, однако запрос отклонили. В мае 1995 года было объявлено о продаже команды бизнесменам из Колорадо.

## Игроки

### Неиспользуемые номера
(возвращены в обращение после переезда в Денвер)
- 3  Жан-Клод Трамбле, З, 1972—1979
- 8  Марк Тардиф, ЛК, 1974—1983
- 16  Мишель Гуле, ЛК, 1979—1990
- 26   Петер Штястны, Ц, 1980—1990

### ЧленыЗала хоккейной славы
- Ги Лафлёр, ПК, 1989—1991, включён в 1988
- Мишель Гуле, ЛК, 1979—1990, включён в 1998
- Петер Штястны, Ц, 1980—1990, включён в 1998
- Джо Сакик, Ц, 1988—1995, включён в 2012
- Матс Сундин, Ц, 1990—1994, включён в 2012

## Статистика
```
---------------------------------------------------------
1979-80  80 +25=11-44    248:313  61     в плей-офф не играли 
1980-81  80 +30=18-32    314:318  78     проиграли в первом раунде 
1981-82  80 +33=16-31    356:345  82     проиграли в третьем раунде 
1982-83  80 +34=12-34    343:336  80     проиграли в первом раунде
1983-84  80 +42=10-28    360:278  94     проиграли во втором раунде
1984-85  80 +41= 9-30    323:275  91     проиграли в третьем раунде
1985-86  80 +43= 6-31    330:289  92     проиграли в первом раунде 
1986-87  80 +31=10-39    267:276  72     проиграли во втором раунде
1987-88  80 +32= 5-43    271:306  69     в плей-офф не играли 
1988-89  80 +27= 7-46    269:342  61     в плей-офф не играли 
1989-90  80 +12= 7-61    240:407  31     в плей-офф не играли 
1990-91  80 +16=14-50    236:354  46     в плей-офф не играли 
1991-92  80 +20=12-48    255:318  52     в плей-офф не играли 
1992-93  84 +47=10-27    351:300 104     проиграли в первом раунде
1993-94  84 +34= 8-42    277:292  76     в плей-офф не играли 
1994-95  48 +30= 5-13    185:134  65     проиграли в первом раунде
---------------------------------------------------------
```

## Матчи против советских команд

### Суперсерия 1976/1977
08.01.1977. «Квебек Нордикс» — Сборная клубов СССР — 6:1 (3:1, 2:0, 1:0).
Голы: Брекенбери-2, Бернье, Дьюб, Бордело, Тардиф — Михайлов

### Суперсерия 1977/1978
03.01.1978, «Квебек Нордикс» — Сборная СССР-2 — 3:3 (2:0, 0:2, 1:1).
Голы: Тардиф-2, Фитчнер — И.Ромашин, В.Лаврентьев, А.Волчков
07.01.1978, «Квебек Нордикс» — Сборная СССР — 3:6 (2:3, 0:1, 1:2).
Вратари: Корси — Третьяк. 
Голы: 0:1 Цыганков (Фетисов, Харламов, 2), 1:1 Инклэн (Моррис, 5), 1:2 Балдерис (Анисин, 7), 1:3 Харламов (Мальцев, А.Голиков, 9; бол.), 2:3 Дюбэ (П.Бордело, Будриа, 13; бол.), 2:4 Харламов (Фетисов, 21; бол.), 2:5 Мальцев (Первухин, Васильев, 49), 3:5 Фитчнер (57, мен.), 3:6 Анисин (Капустин, Первухин, 58)

### Суперсерия 1978/1979
12.12.1978, «Квебек Нордикс» — Сборная СССР-2 — 3:6 (1:3, 1:2, 1:1).
Вратари: Корси — Мышкин. Шайбы: 0:1 Лобанов (9), 0:2 Скворцов (Паюсов,13-мен), 1:2 Клотье (Хогансон,Бернье,17), 1:3 Кабанов (Тюменев,18), 1:4 Тюменев (С.Гимаев,24), 1:5 Тюменев (27), 2:5 Тардиф (28), 3:5 Бернье (Клотье,Бакстер,45), 3:6 Кабанов (Назаров, Тюменев,49)
27.12.1978, «Квебек Нордикс» — «Динамо» (Москва) — 5:4 (2:0, 2:3, 1:1).
Голы: В. Семенов, Е. Котлов, В. Викулов, С. Тукмачев

### Суперсерия 1979/1980
| 6 января 1980 | \| Квебек Нордикс \| 4 : 6 (1:1, 1:3, 2:2) \| ЦСКА \| \| 10:09 1:1 Фитчнер (Клутье, Лакруа) 23:45 2:1 Томас (Фторек, Харт) 45:23 3:4 Хислоп (Фторек, бол.) 46:43 4:4 Фитчнер (Клутье, Лег) \| Голы \| 9:55 0:1 Петров (Михайлов, Харламов) 24:35 2:2 Балдерис (Макаров, Касатонов, бол.) 27 2:3 Балдерис (Макаров, Касатонов) 29 2:4 Скворцов (Варнаков, Ковин) 47:36 4:5 Михайлов (Петров, Фетисов) 54:09 4:6 Харламов (Михайлов) \| | Квебек-сити, Квебек Колизеум Судья: Льюис (НХЛ), Эсселстайн (НХЛ), Скапинелло (НХЛ) |
| Составы: Квебек Нордикс (8 шт.м.): Мишель Дион (№ 30); Уэйр (№ 2) — Харт (№ 6), Лег (№ 25) — Томас (№ 22), Брекенбери (№ 15) — Бакстер (№ 4); Фторек-к (2) (№ 7) — Хислоп (№ 11) — Б.Стюарт (№ 28), Хоганссон (4) (№ 33) — Бернье (№ 21) — Плант (№ 14), Гуле (№ 16) — Ледюк (2) (№ 10) — Лакруа (№ 26), Реал Клутье (№ 9) — Фитчнер (№ 12) — Тардиф (№ 8). Запасной вратарь: Р.Лоу (№ 1). Тренер: Жак Демер. ЦСКА (8): Третьяк; Бабинов — Фетисов, Лутченко — Касатонов (2), Волченков — Стариков; Михайлов-к — Петров (4) — Харламов, Балдерис (2) — Жлуктов — Макаров, Скворцов — Ковин — Варнаков. Заявлены, но площадку не вышли: Дроздецкий, Лобанов, Анисин. Запасной вратарь: Тыжных. | | |
| Квебек Нордикс | 4 : 6 (1:1, 1:3, 2:2) | ЦСКА |
| 10:09 1:1 Фитчнер (Клутье, Лакруа) 23:45 2:1 Томас (Фторек, Харт) 45:23 3:4 Хислоп (Фторек, бол.) 46:43 4:4 Фитчнер (Клутье, Лег) | Голы | 9:55 0:1 Петров (Михайлов, Харламов) 24:35 2:2 Балдерис (Макаров, Касатонов, бол.) 27 2:3 Балдерис (Макаров, Касатонов) 29 2:4 Скворцов (Варнаков, Ковин) 47:36 4:5 Михайлов (Петров, Фетисов) 54:09 4:6 Харламов (Михайлов) |

### Суперсерия 1982/1983
| 30 декабря 1982 | \| Квебек Нордикс \| 0 : 3 (0:2, 0:0, 0:1) \| Сборная клубов СССР \| \| \| Голы \| 16:30 0-1 Капустин (Шалимов, Шепелев) 18:23 0-2 Ларионов (Крутов, Тюменев) 46:56 0-3 Тюменев (Ларионов, Крутов, бол.) \| | Квебек-сити, Квебек Колизеум Зрителей: 15176 Судья: Викс (НХЛ), Норрис (НХЛ), Скапинелло (НХЛ)                        |
| Составы: Квебек Нордикс (36 шт.м.): Бушар (№ 35); Рошфор (6) (№ 5) — Уэсли (2) (№ 25), Моллер (2) (№ 21) — Хэмел (№ 4), Уэйр (2+10)(№ 2) — Дюпон (к) (4) (№ 28), Маруа (№ 22); Гуле (2) (№ 16) — Тардифф (№ 8) — Пэйман (2) (№ 27), М.Штясны (№ 18) — Пиче (№ 29) — Д.Хантер (4) (№ 32), П.Обри (№ 14) — Котэ (№ 19) — Клутье (№ 9), А.Штясны (№ 20), П.Гиллис (№ 33). Запасной вратарь: Гаррет (№ 1). Командный штраф - 2 мин. Тренер: Мишель Бержерон. Сборная клубов СССР (8): Третьяк; Фетисов (2) — Касатонов, Билялетдинов — Первухин, Вожаков (№ 18) — Бабинов (2), Зубков (№ 3) — Стариков (№ 19); Крутов — Ларионов — Тюменев (№ 28), Светлов (№ 15) — Семенов (2) (№ 31) — Кожевников, Капустин — Шепелев — Шалимов, Скворцов (2) — Жлуктов — Варнаков (№ 10). Запасной вратарь: Мышкин. Примечания: 1. Защитник Маруа в столкновении с Тюменевым на 15-й секунде сломал правую ногу и на площадке более не появлялся. 2. Защитник Хэмел на 54-й минуте (53:03) травмирован шайбой после сильного броска Капустина, на площадке также более не появлялся. Броски по воротам: 14+3+3=14 — 14+9+13=36 | | |
| Квебек Нордикс | 0 : 3 (0:2, 0:0, 0:1) | Сборная клубов СССР                                                                                                   |
| | Голы | 16:30 0-1 Капустин (Шалимов, Шепелев) 18:23 0-2 Ларионов (Крутов, Тюменев) 46:56 0-3 Тюменев (Ларионов, Крутов, бол.) |

### Суперсерия 1985/1986
29.12.1985, «Квебек Нордикс» — ЦСКА — 5:1.

### Суперсерия 1988/1989
26.12.1988, «Квебек Нордикс» — ЦСКА — 5:5 (2:3, 2:1, 1:1).
Голы: Маруа (А. Штястны, Джексон, 3:14) 1:0, Дюшейн (П. Штястны, Лешишин, 7:53) 2:0, Крутов (Фетисов, Ларионов, 12:09) 2:1, Фетисов (14:49) 2:2, Каменский (Касатонов, 15:51) 2:3, Хмылев (29:34) 2:4, Ярви (34:59) 3:4, Браун (Моллер, П. Штястны, 38:03) 4:4, Макаров (Ларионов, 45) 4:5, Сакик (Джиллис, Маруа, 58) 5:5.

### Суперсерия 1989/1990
31.12.1989, Квебек-сити, «Квебек Нордикс» — «Крылья Советов» 4:4 (1:0, 2:3, 1:1, 0:0).
Голы: 1:0 (12.48) Лоизелл, 2:0 (24.17) Лафлер (Сакик, Сирелла), 2:1 (25.00) Штепа (Одинцов, Лебедев), 3:1 (33.08) Сирелла (Гулэ, Сакик), 3:2 (34.06) Быковский (Панин), 3:3 (35.27) Хмылев (Немчинов, Макаров), 4:3 (44.24) Макаров (Харин, Хмылев), 4:4 (44:59) Фортье (Ярви).

### Суперсерия 1990/1991
15.01.1991, «Квебек Нордикс» — «Динамо» (Москва) 1:4.
Голы: Ковалев, Хайдаров, Дорофеев (2).

## Возможное возрождение клуба
С возвращением лиги в Сент-Пол и Виннипег, а также с изменением структуры лиги, возросла вероятность возрождения «Северян». 24 июня 2015 года, Национальная хоккейная лига объявила о приёме заявок на вступление в лигу от потенциальных владельцев команд. В лигу официально было подано две заявки, от канадского города Квебек и американского Лас-Вегаса. В начале августа 2015 года, НХЛ подтвердила заявки от обоих городов и допустила их ко второму, а затем и к третьему этапу расширения лиги.  12 сентября 2015 года в Квебеке открылась новая современная арена. 22 июня 2016 года, комиссар НХЛ Гэри Беттмэн, объявил о расширении лиги и включении в неё команды из Лас-Вегаса. Новая команда начала свои выступления в НХЛ с сезона 2017/2018. Одновременно с этим решением, лига отложила рассмотрение заявки от города Квебека.